# 莊楷
莊楷（？年—？年），字書田。江蘇省常州府陽湖縣（今屬常州市）人，清朝政治人物、翰林、詩人。

## 經歷
機警聰敏，年少時就以詩知名。康熙帝南巡時召試，錄取充任武英殿修纂。
康熙四十四年（1705年）乙酉順天舉人。考授中書。
康熙五十二年（1713年）癸巳恩科第二甲第二十四名進士出身。選翰林院庶吉士。
五十四年（1715年）：四月散館，授翰林院編修。
雍正元年（1723年）：翰林院編修。正月，充癸卯科四川鄉試正考官。
五年（1727年）：翰林院編修。升國子監司業。
之後以年老患病罷官歸鄉，數年後病卒。
莊楷工於詩，樂府作品有漢、魏風格，排律風格則在李商隱、陸游之間。

## 軼事
- 莊楷善飲酒，時稱其酒量為「萬人敵」[4]、「酒相」[5]

## 家庭及關聯
- 曾祖父：莊廷臣，萬曆三十八年進士，官至湖廣左布政使。
- 祖父：莊鼎鉉，邑庠生。
- 父：莊絳，監生。
- 兄弟：
  - 莊枟，康熙五十九年舉人。
  - 莊敦厚，雍正三年進士。
  - 莊大椿，副榜。
  - 莊柱，雍正五年進士。
- 子：莊秉中，康熙五十九年舉人，陝西扶風縣知縣。
- 侄：
  - 莊存與，乾隆十年榜眼。
  - 莊培因，乾隆十九年狀元。